# 四川华吸鳅
四川华吸鳅（学名：Sinogastromyzon szechuanensis）为平鳍鳅科华吸鳅属的鱼类。在中国，分布于长江上游各支流等，主要栖息于山溪激流环境。该物种的模式产地在四川。
其种加词“szechuanensis”意为“四川的”。

## 亚种
- 下司华吸鳅（学名：Sinogastromyzon szechuanensis hsiashiensis），方炳文于1931年命名，是中国的特有物种。分布于沅江水系等。该物种的模式产地在贵州麻哈下司场。[2]
- 四川华吸鳅指名亚种（学名：Sinogastromyzon szechuanensis szechuanensis），方炳文于1930年命名，是中国的特有物种。分布于四川等，常见于水流湍急的山涧溪流石滩上。该物种的模式产地在四川。[3]